# أق بلاغ سفلي (خوي)
أق‌ بلاغ سفلي هي قرية في مقاطعة خوي، إيران. يقدر عدد سكانها بـ 597 نسمة بحسب إحصاء 2016.